# Zerebrokortikalnekrose
Die Zerebrokortikalnekrose (Cerebrocorticalnekrose, CCN, „Hirnrindennekrose“) ist eine bei Wiederkäuern auftretende metabolisch-toxische Gehirnerkrankung (Enzephalopathie) infolge eines Mangels an Thiamin (Vitamin B1). Sie entspricht damit der Beriberi bzw. der Wernicke-Enzephalopathie des Menschen, der Chastek-Paralyse der Pelztiere und der Thiaminmangel-Enzephalopathie der Katze.

## Ursachen und Entstehung
Die Zerebrokortikalnekrose wurde 1956 erstmals beobachtet und zunächst als Polioenzephalomalazie bezeichnet. Ursache ist ein sekundärer Thiamin-Mangel, der vermutlich durch eine Verschiebung der Pansenflora infolge kohlenhydratreicher und Rohfaser-armer Fütterung zustande kommt. Dies führt zu einer Pansenazidose und zu einer verminderten Thiamin-Bildung durch die Pansenbakterien oder durch Thiaminase-produzierende Bakterien zu einem verstärkten Abbau dieses Vitamins. Der Thiamin-Mangel führt zum Absterben (Nekrose) von Nervenzellen und Ödemen vor allem im Bereich des Neocortex.
Pathologisch-anatomisch zeigen sich Aufweichungen des Hirngewebes, die unter UV-Licht cremefarben bis blaugrün aufleuchten. Diese Autofluoreszenz entsteht durch Lipid-Abbauprodukte.

## Klinik
Es sind vor allem Jungtiere betroffen. Die Zerebrokortikalnekrose äußert sich in zentralnervösen Störungen wie Kieferklemme, Streckkrämpfen und Nystagmus sowie vermehrtem Speichelfluss, Benommenheit und schließlich Festliegen mit überstrecktem Hals, Ruderbewegungen und schließlich Koma und Tod. Differentialdiagnostisch müssen vor allem Tollwut, BSE und eine Ketose in Betracht gezogen werden.
Frühformen lassen sich durch die rechtzeitige Gabe von Vitamin B1 heilen. Bei stärkerer Ausprägung ist die Prognose schlecht und selbst bei Überstehen der Erkrankung die weitere wirtschaftliche Nutzung nicht mehr sinnvoll. Eine wiederkäuergerechte Fütterung ist die beste Vorbeugung.